# Bjørnfjell (stacja kolejowa)
Bjørnfjell – stacja kolejowa w Bjørnfjell, w regionie Nordland, w Norwegii.

## Położenie
Leży 40 km na wschód od Narwik. Jest najbardziej na wschód wysuniętą stacją w Norwegii i końcową linii Ofotbanen przed granicą ze Szwecją.

## Ruch pasażerski
Stacja obsługuje ruch pasażerski z Kiruną, Luleå i Sztokholmem w ilości 4 pociągów dziennie. Jedynym przewoźnikiem są szwedzkie linie kolejowe SJ AB.

## Obsługa pasażerów
Poczekalnia, parking, WC. Odprawa pasażerów odbywa się w pociągu.